# 88
| [ Edytuj tabelę ] |                                       |
| Cesarz Chin       | - 75 Han Zhangdi 88 - 88 Han Hedi 106 |
| Król Daków        | - 87 Decebal 106                      |
| Władca Korei      | - 53 T’aejodae 146                    |
| Król Nabatei      | - 70 Rabel II Soter 106               |
| Papież            | - 79 Anaklet 91                       |
| Król Partów       | - 78 Pakorus II 105                   |
| Cesarz Rzymu      | - 81 Domicjan 96                      |

Rok 88 / LXXXVIII
stulecia: I wiek p.n.e. ~
I wiek ~
II wiek

lata: 78 «
83 «
84 «
85 «
86 «
87 «
88
» 89
» 90
» 91
» 92
» 93
» 98

## Wydarzenia
- Europa
  - rzymski namiestnik Górnej Germanii - Antoniusz Saturninus - zorganizował w Moguncji powstanie przeciwko cesarzowi Domicjanowi (zobacz: powstanie w Moguncji, 89)
  - w bitwie pod Tapae legiony rzymskie pod wodzą Domicjana pokonały armię Daków króla Decebala.
  - Ludi saeculares

## Zmarli
- zmarł śmiercią męczeńską trzeci papież - Anaklet (ur. data nieznana)